# Алелна честота
Алелната честота е мярка за относителната срещаемост на един алел в дадено място по гена (локус) в една популация. Обикновено се изразява като пропорция или процент. В популационната генетика алелните честоти се използват за описание на генетичното разнообразие на ниво индивид, популация или вид.
|  | Тази страница частично или изцяло представлява превод на страницата Allele frequency в Уикипедия на английски. Оригиналният текст, както и този превод, са защитени от Лиценза „Криейтив Комънс – Признание – Споделяне на споделеното“, а за съдържание, създадено преди юни 2009 година – от Лиценза за свободна документация на ГНУ. Прегледайте историята на редакциите на оригиналната страница, както и на преводната страница, за да видите списъка на съавторите. ВАЖНО: Този шаблон се отнася единствено до авторските права върху съдържанието на статията. Добавянето му не отменя изискването да се посочват конкретни източници на твърденията, които да бъдат благонадеждни. |